# Plocoglottis torricellensis
Plocoglottis torricellensis är en orkidéart som beskrevs av Rudolf Schlechter. Plocoglottis torricellensis ingår i släktet Plocoglottis och familjen orkidéer. Inga underarter finns listade i Catalogue of Life.